# Reboot (eversetの曲)
「Reboot」（リブート）は、eversetの8枚目のシングル。2012年6月20日にavex entertainmentから発売された。

## 概要
前作「Shooting Star」から約3ヶ月ぶりのリリースであり、2012年2作目のシングルである。CD+DVD盤、通常盤の2種リリースであり、前者には表題曲「Reboot」のPVを収録したDVDが同梱されている。
表題曲「Reboot」は、テレビアニメ『SKET DANCE』のオープニングテーマに起用された。グループの楽曲がテレビアニメの主題歌に起用されるのはこれが初である。
2012年7月2日付のオリコン週間シングルチャートで150位を獲得した。

## 批評
『CDジャーナル』は、「陽的な曲調のメロディアスなハードロック曲である。」と評した。

## 収録曲
（全作曲・編曲：tatsuo）
1. Reboot [3:54]
作詞：Rock the Tiger
  - テレビアニメ『SKET DANCE』オープニングテーマ

直球なロックテイストの曲であり[2]、「つまらない日常を再起動させる」というメッセージが込められている[1]。
2. Hard luck woman [3:57]
作詞：緋村剛
3. Reunion [5:02]
作詞：緋村剛
4. Reboot（Instrumental）
5. Hard luck woman（Instrumental）
6. Reunion（Instrumental）

DVD（CD+DVD盤にのみ同梱）
1. Reboot（Music Film）